# Koeyoshi

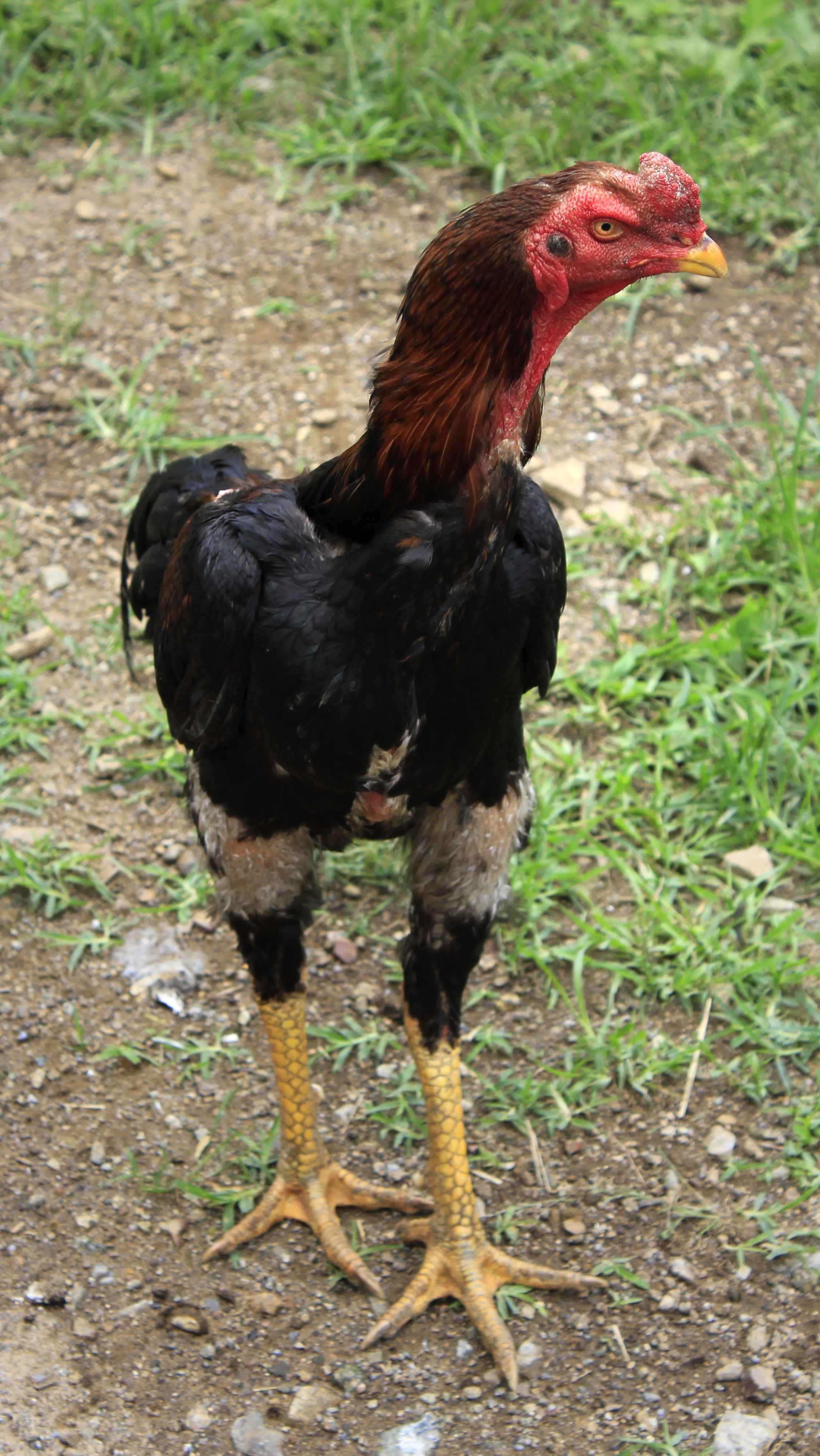
De Shamo, voorvader van de Koeyoshi

De Koeyoshi is een ras van langkraaiende hoenders uit Japan, dat verwant is met de vechthoenders.

## Algemene kenmerken
Als enige langkraaier heeft de Koeyoshi duidelijke kenmerken van vechthoenders. Vermoed wordt dat het ras uit een kruising van Shamo en Tomaru ontstaan is. In tegenstelling tot echte vechthoenders heeft het ras echter een tamelijk mak karakter. De kleurslag zilverwildkleur is de enige die in Europa erkend is. De houding is opgericht, de bouw als musculeus te beschrijven. De kam is een dikke drierijige erwtenkam. De loopbenen zijn geel, de oorlellen rood. Per jaar legt een koeyoshihen ca. 80 eieren.

## De kraai
De kraai van de hanen is zingend en bijzonder zacht van klank. Dit bescheerde het ras zijn naam; Koeyoshi heeft namelijk de betekenis "goede stem". Bij kraaiwedstrijden in Japan wordt het kraaien over een korte tijd (vijf minuten) gemeten.

## Speciaalclub
In Nederland houdt zich de "Optimum Avium Speciaalclub Langstaart- en Langkraaihoenders (OASLL)" met het ras bezig.